# Alexander Robotnick
Alexander Robotnick, cuyo nombre real es Maurizio Dami (1950, Florencia, Italia), es un músico, productor y DJ de electrónica. Debutó en la escena musical italiana como miembro fundador de Avida, una banda de baile y cabaret junto con Daniele Trambusti y Stefano Fuochi.

## Carrera
En 1983 logró popularidad internacional con la canción Problèmes d'amour, lanzada bajo el sello Materiali Sonori y posteriormente bajo Sire-Wea. Esta canción devino rápidamente una «pista de culto» del dance electrónico. Al año siguiente, se involucró en el colectivo multimedia Giovanotti Mondani Meccanici, y compuso varias bandas sonoras para vídeoinstalaciones, así como para películas y obras de teatro, de directores italianos como Alessandro Benvenuti, Antonio Climati, Marco Mattolini, y Marco Risi.
En 1987, se interesó por las músicas del mundo y durante la siguiente década colaboró con músicos africanos, kurdos e indios. En 1994, Robotnick comenzó a trabajar con la banda indo-italiana Govinda, lo que llevó a la producción de dos pistas Devotion y Transcendental Ecstasy para el primer álbum de Govinda, Selling India By the Pound.
En el verano de 1995 concibió y organizó el primer Festival de Música Ambiental en Florencia en el Anfiteatro delle Cascine. En 1996, con Nazar Abdulla y Rashmi Bhatt, formó The Third Planet, una banda multiétnica que mezcla música tradicional de Kurdistán, Argelia e India con sonidos modernos. Con esta agrupación produjo dos álbumes, Kurdistani (1998) y The Third Planet (1999). La banda dio numerosos conciertos en Italia.
En 1997 su colaboración con Lapo Lombardi y Ranieri Cerelli dio lugar al proyecto Alkemya, lanzando un álbum con CNI. En 2000 creó su propio sello, Hot Elephant Music.
Al mismo tiempo, él y Ludus Pinsky (Lapo Lombardi) exploraron nuevos sonidos y tecnologías, dando como resultado la producción de Underwater Café. También produjo EASY vol.1 (Elephants Are Sometimes Young).
Hacia 2002 volvió al estilo más 'electro' de su debut musical, produciendo Oh no... Robotnick en colaboración con Max Durante. El álbum, a pesar de su humor negro, tan típico de las primeras pistas de Robotnick, no era lo suficientemente disco-dance ni consciente de la moda y, por lo tanto, recibió críticas mixtas. En 2002 lanzó Melt in Time, el tercer álbum de The Third Planet en colaboración con Nazar, Paolo Casu, Arup Kanti Das y Smail Kouider.
A partir abril de 2003 comenzó a pinchar como DJ, actividad que nunca antes había considerado. En el verano de ese mismo año, trabajó con Kiko y The Hacker en una nueva pista, Viens Chez Moi, y en octubre publicó Rare Robotnick's, una colección de sus temas antiguos. En febrero de 2005, lanzó Italcimenti - Under Construction junto con Ludus Pinsky (Lapo Lombardi), y en octubre de ese año inició su colaboración con Creme Organisation (NL), lanzando Krypta 1982 (Rare Robotnick's 2) un par de 12" incluyendo un remix de Bangkok Impact (Clone Distribution). En mayo de 2007 lanzó el álbum en CD My La(te)st Album con su sello Hot Elephant Music.
En marzo de 2008 lanzó I'm getting lost in my brain, una recopilación de remixes tomados por Detroit Grand Pubahs, Kompute, Microthol, Robosonic, Lore J, Italcimenti y Alexander Robotnick de su último álbum, y posteriormente remezclaría el tema de Little Boots Stuck On Repeat, lanzado en diciembre de 2008.
En febrero de 2009, Alexander Robotnick y Ludus Pinsky ensamblaron sus sintetizadores analógicos personales para organizar y realizar una sesión analógica. Con la intención de recrear el sonido puramente analógico de los años 70 y principios de los 80 que los dos artistas consideran el «verdadero» sonido electrónico. El DVD + CD, llamado The Analog Session, fue lanzado por This Is Music LTD en junio de 2010. En marzo de 2009, This Is Music LTD lanzó Obsession For The Disco Freaks.